# Edmond Duranty

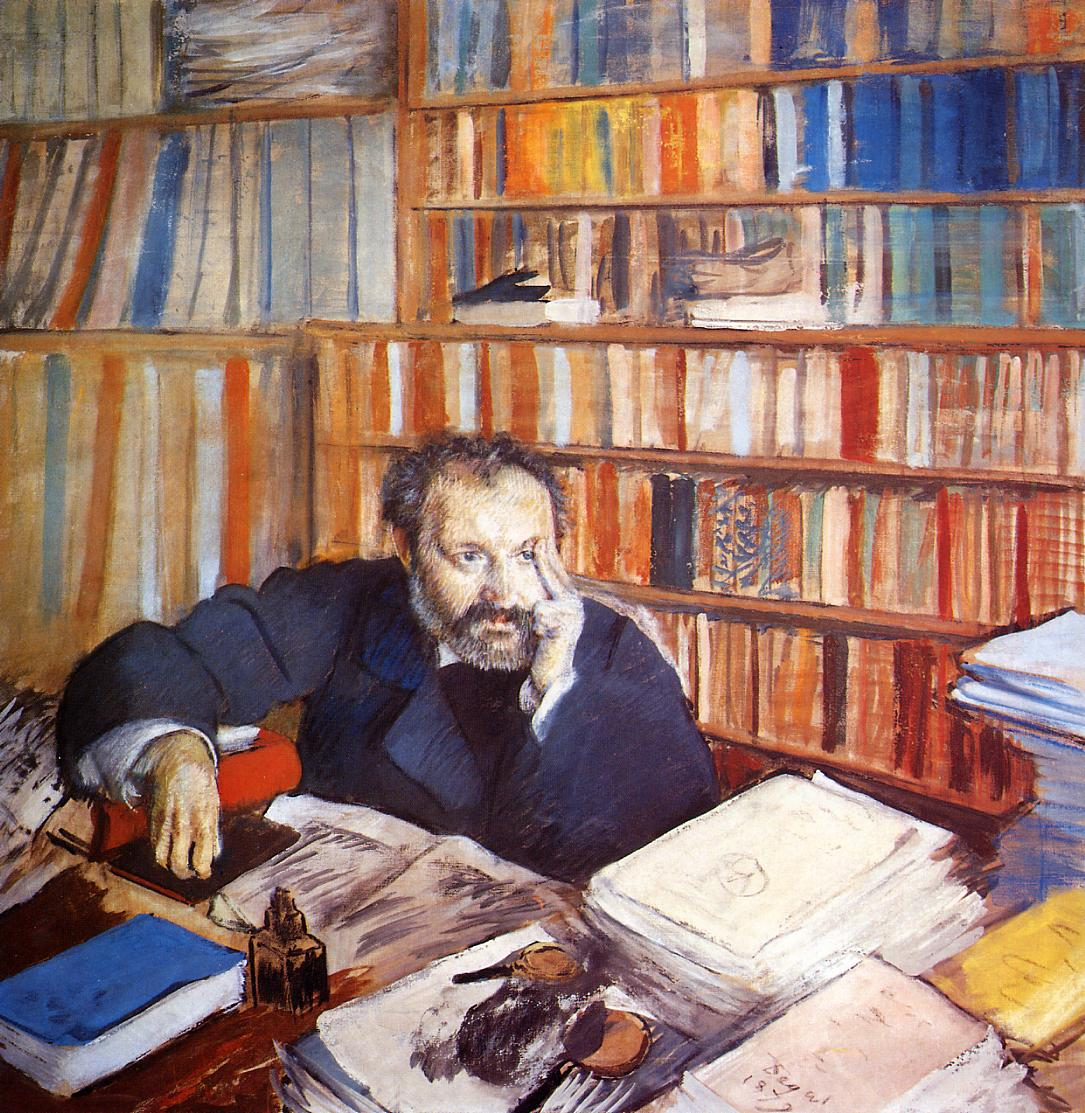
Edgar Degas:
Porträt Edmond Duranty

Louis Émile Edmond Duranty (* 6. Juni 1833 in Paris; † 9. April 1880 ebenda) war ein französischer Schriftsteller und Kunstkritiker.
Kurzzeitig gab Duranty 1856/7 die Zeitschrift Le Réalisme unter Mitwirkung von Jules Champfleury, Jean-Baptiste-Henri Thulié (1832–1916) und Jules Assézat heraus und forderte hierin Wahrhaftigkeit in Farbe und Licht in Bezug auf die zeitgenössische Malerei. Er unterstützte mit seinen Schriften die Maler des Realismus, wobei ihm Gustave Courbet besonders nah stand. Weiterhin arbeitete er für die Brüder Edmond und Jules de Goncourt und schrieb Artikel für zahlreiche Zeitschriften.
1860 veröffentlichte Duranty im Alter von 27 Jahren sein Erstlingswerk Le Malheur d’Henriette Gérard. Zwei Jahre später erscheint der Roman La Cause du beau Guillaume. Weitere Romane folgten.
Zu Durantys Freunden gehörten Jules Champfleury und Edgar Degas. Henri Fantin-Latour porträtierte ihn 1864 in seinem Gemälde Hommage à Delacroix. In diesem Gruppenporträt ist ebenfalls Édouard Manet vertreten, den Duranty ins Künstleretablissement Café Guerbois einführte. 1870 bekam die lebenslange Freundschaft zu Manet eine kurzfristige Krise, nachdem Duranty eine ebenso knappe wie kritische Ausstellungskritik im Paris-Journal veröffentlichte. Manet ohrfeigte daraufhin Duranty im Guerbois und traf sich am 23. Februar 1870 im Wald von Saint-Germain zum Degenduell. Nachdem Duranty an der Brust leicht verwundet wurde, kamen beide überein, dass ihre Ehre nun wiederhergestellt sei. Alle Beteiligten, wozu auch Manets Sekundant Émile Zola gehörte, trugen anschließend zur Legendenbildung dieser Tat in den Künstlervierteln von Batignolles und Montmartre bei.
Er würdigte in seinen Schriften neben Manet und Courbet vor allem Jean-Baptiste Camille Corot und Eugène Boudin. In den 1870er Jahren wurde Duranty zunehmend zum Verteidiger des Impressionismus. In Artikeln in der Gazette des Beaux-Arts unterstrich er die Verwandtschaft dieser Malerei mit John Constable und venezianischen Künstlern. In seinem 1876 erschienenen Buch La Nouvelle peinture: à propos du groupe d’artistes pui expose dans les galeries Durand-Ruel rechnet er mit der École des Beaux-Arts ab und erwies sich als Fürsprecher von Claude Monet, Pierre-Auguste Renoir, Camille Pissarro, Alfred Sisley und Berthe Morisot. Zudem verfasste er ein Buch über den deutschen Maler Adolph Menzel. In einem Reisebericht aus München schilderte er 1879 die Umgestaltung der Stadt durch König Ludwig I. (Bayern) und dann die teilnehmenden Künstler der Internationalen Ausstellung. Besonders ausführlich und positiv bewertete er den Maler Hans Thoma, der in Deutschland erst 1890 einen Durchbruch zum Erfolg  erzielte.

## Werke
- Le malheur d’Henriette Gérard. Paris 1860.
- La Cause du beau Guillaume. Paris 1862.
- Les Combats de Françoise Du Quesnoy (Roman). Paris 1873.
- La Nouvelle peinture: à propos du groupe d’artistes pui expose dans les galeries Durand-Ruel. Paris 1876.
- Les six barons de Septfontaines; Gabrielle de Galardy; Bric-à-Brac; Un accident. Paris 1878.
- Le Pays des arts. La Statue de M. de Montceaux. L’Atelier. Bric-à-Brac. Le Peintre Louis Martin Paris 1881.
- Le mariage de raison. Neuauflage, Paris 1954.
- Réalisme (Hrsg. Jules Assézat). Paris 1970.
- La cause du beau Guillaume. Neuauflage, 1985.
- Théâtre des marionnettes: répertoire guignol du XIXe siècle Neuauflage, Arles 1995, ISBN 2-7427-0652-6
- Adolphe Menzel. Neuauflage Paris 1996, ISBN 2-84049-079-X.